# Leicestershire Senior League 1897-98
Leicestershire Senior League 1897–98 var den anden sæson af den engelske fodboldliga Leicestershire Senior League under det nuværende navn, og den fjerde sæson, hvis man regner ligaen for en fortsættelse af Leicestershire & Northants League. Ligaen havde deltagelse af 9 hold, der spillede en dobbeltturnering alle-mod-alle. Turneringen blev vundet af Hinckley Town FC, som dermed vandt Leicestershire Senior League for første gang.

## Resultater
| Nr | Hold                       | K  | V  | U | T  | Mf |   | Mi | +/-   | P                             |
| -- | -------------------------- | -- | -- | - | -- | -- | - | -- | ----- | ----------------------------- |
| 1  | Hinckley Town FC           | 16 | 12 | 1 | 3  | 70 | – | 17 | 4.118 | 25                            |
| 2  | Coalville Albion FC        | 16 | 11 | 1 | 4  | 39 | – | 15 | 2.6   | 23                            |
| 3  | Whitwick Town FC           | 16 | 9  | 4 | 3  | 42 | – | 16 | 2.625 | 22                            |
| 4  | Coalville Town FC          | 15 | 8  | 3 | 4  | 36 | – | 16 | 2.25  | 19                            |
| 5  | Barwell Swifts FC          | 15 | 7  | 2 | 6  | 28 | – | 23 | 1.217 | 16                            |
| 6  | Shepshed Town FC           | 16 | 5  | 3 | 8  | 19 | – | 33 | 0.576 | 11Forlod ligaen efter sæsonen |
| 7  | Hugglescote Robin Hoods FC | 16 | 4  | 2 | 10 | 14 | – | 44 | 0.318 | 10                            |
| 8  | Earl Shilton Town FC       | 16 | 4  | 1 | 11 | 16 | – | 46 | 0.348 | 9                             |
| 9  | Anstey Town FC (ny)        | 16 | 2  | 1 | 13 | 12 | – | 66 | 0.182 | 5                             |

 K: Kampe spillet, V: Vundne kampe, U: Uafgjorte kampe, T: Tabte kampe, Mf: Mål for, Mi: Mål imod, +/-: Målkvotient, P: Point